# إم 1 (مترو)

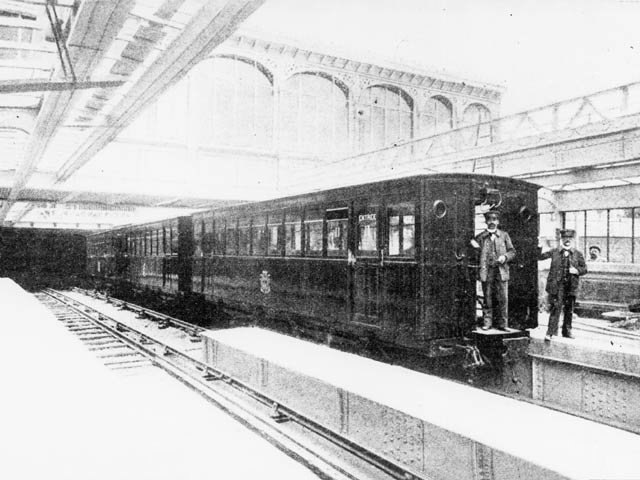
القطار عام 1900

مترو إم 1 و مترو إم إم 1 هو أول مترو سكة حديد في باريس، بدأ الخدمة عام 1900 وكان مبنيا من الخشب.

## القطار الأصلي
تكون القطار الأصلي من عربات قصيرة لها محور دوران ويسحبها عربة جر من نوع طومسون أو وستنجهاوس.

## القطار ثنائي التحكم
القطار الثنائي التحكم بدأ الخدمة في خط المترو الثاني والسادس، ولدى وصوله إلي النهاية ، فإنه يعكس الاتجاه كما كان شائعا في أنوع الترام ذلك الوقت.

## طومسون المزدوج
في عام 1901 و1902 ، تم تزويد الفئة الجديدة بنظام طومسون المزدوج، وقد ثبت أن هذا النظام غير مريح، حيث أن النظام قد تم توظيفه كليا على الجهد العالي( 600 V DC ) و قوة المحركات لا تزال بالكاد تكفي. وفي حالة وجود خلل فإن استبدال القطار التالف كان مشكلة كبري.

## الوحدات المحفوظة

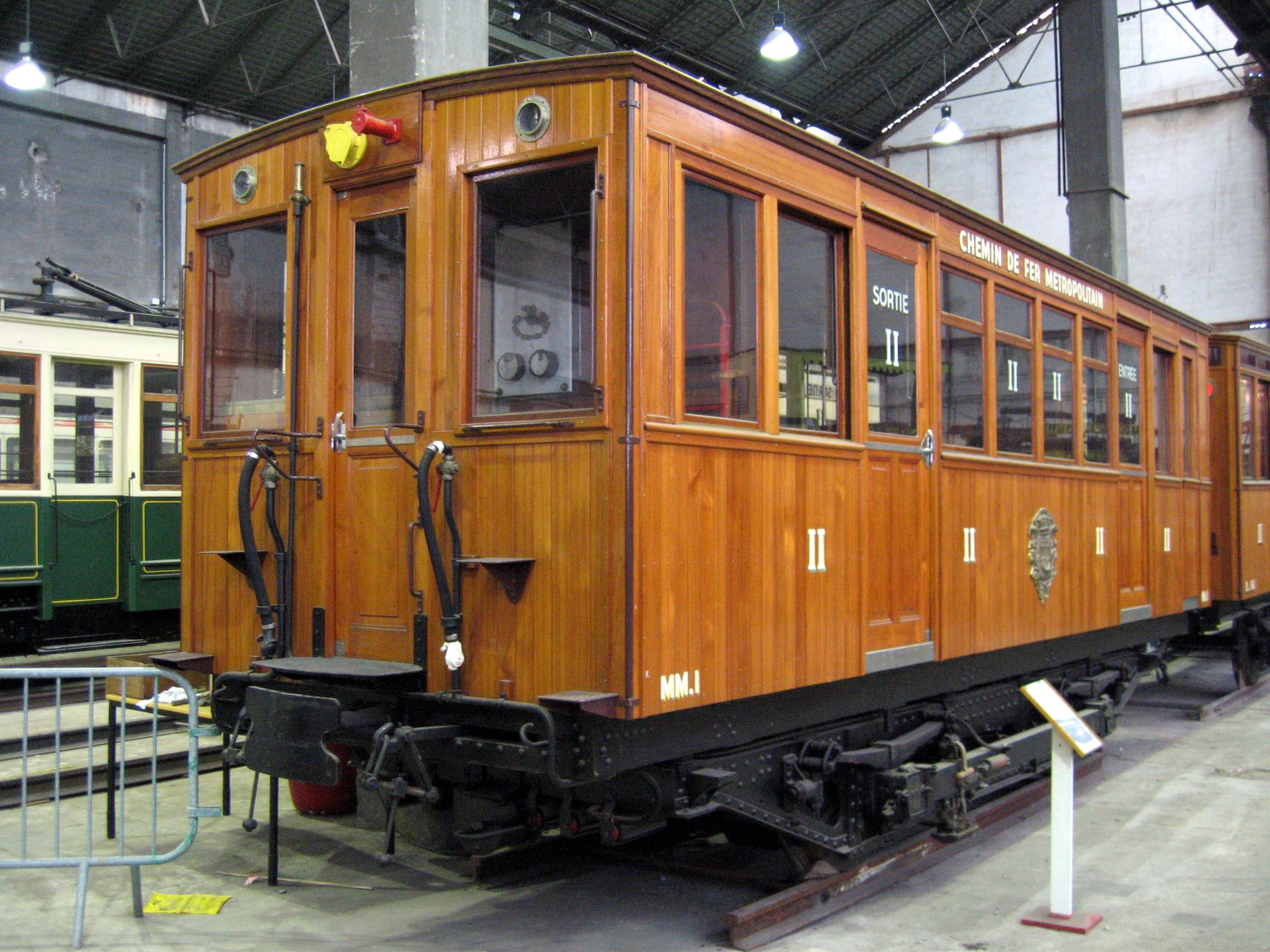
العربات المحفوظة في المتحف

يتم الاحتفاظ بعدد من السيارات القديمة في متحف قصر النقل بباريس.